# 214-я стрелковая дивизия (1-го формирования)
214-я стрелковая дивизия (1-го формирования)— воинское соединение СССР, принимавшее участие  в Великой Отечественной войне.  Сформирована весной 1941 года в Ворошиловграде. В составе 22-й армии участвовала в Смоленском и Великолукском сражениях, в битве за Москву. Погибла в окружении во время Вяземской оборонительной операции (1941).

## История
Формирование 214-й стрелковой дивизии началось в марте 1941 года в городе Ворошиловграде согласно мобилизационному плану на 1941 год, утверждённому 12 февраля 1941 года.
В марте-апреле 1941 года в дивизию прибыли новобранцы весеннего призыва, с 10 мая 1941 года на 45-тидневные учебные сборы военнообязанные жители г. Ворошиловграда и Ворошиловградской области, ранее уже прошедшие срочную службу (Харьковский военный округ).
23-29 июня 1941 года части дивизии находились в палаточном лагере на опытном поле Ворошиловградского сельхозинститута. Командование дивизии— в здании сельхозинститута.
В ночь на 30 июня 1941 года части 214-я стрелковой дивизии отправились на Западный фронт.
К этому времени дивизия не была полностью укомплектована (12 тысяч личного состава вместо 14,5 тысяч положенных по штату, 85 артиллерийских орудий вместо 144). Она вошла в состав 22-й армии, державшей оборону на северном фланге Западного фронта в районе Невеля и Полоцка.
22-я армия была сформирована в июне 1941 года из частей Уральского военного округа в составе управления армии, двух стрелковых корпусов (51-й ск, 62 ск), частей армейского подчинения.
51 стрелковый корпус:
98-я сд- сформирована в Башкирской АССР (в Уфе на базе 253 сп 85 сд в январе 1939 г., некоторые части в Белебее) и Удмуртской АССР
112-я сд- сформирована в Перми в июле-августе 1939 г.
153 сд- сформирована в Свердловске в августе 1940 г.
62 стрелковый корпус:
170-я сд- сформирована в Башкирской АССР (в Стерлитамаке) весной 1941 года
174-я сд- сформирована в Челябинске в июле-августе 1940 г.
186-я сд- на базе 4-й отдельного стрелкового Башкирского полка в 1939 году под Уфой (Юматово)
Командующим армией был назначен бывший командующий войсками Уральским военным округом генерал-лейтенант Ф. А. Ершаков (1893—1942, в плену).

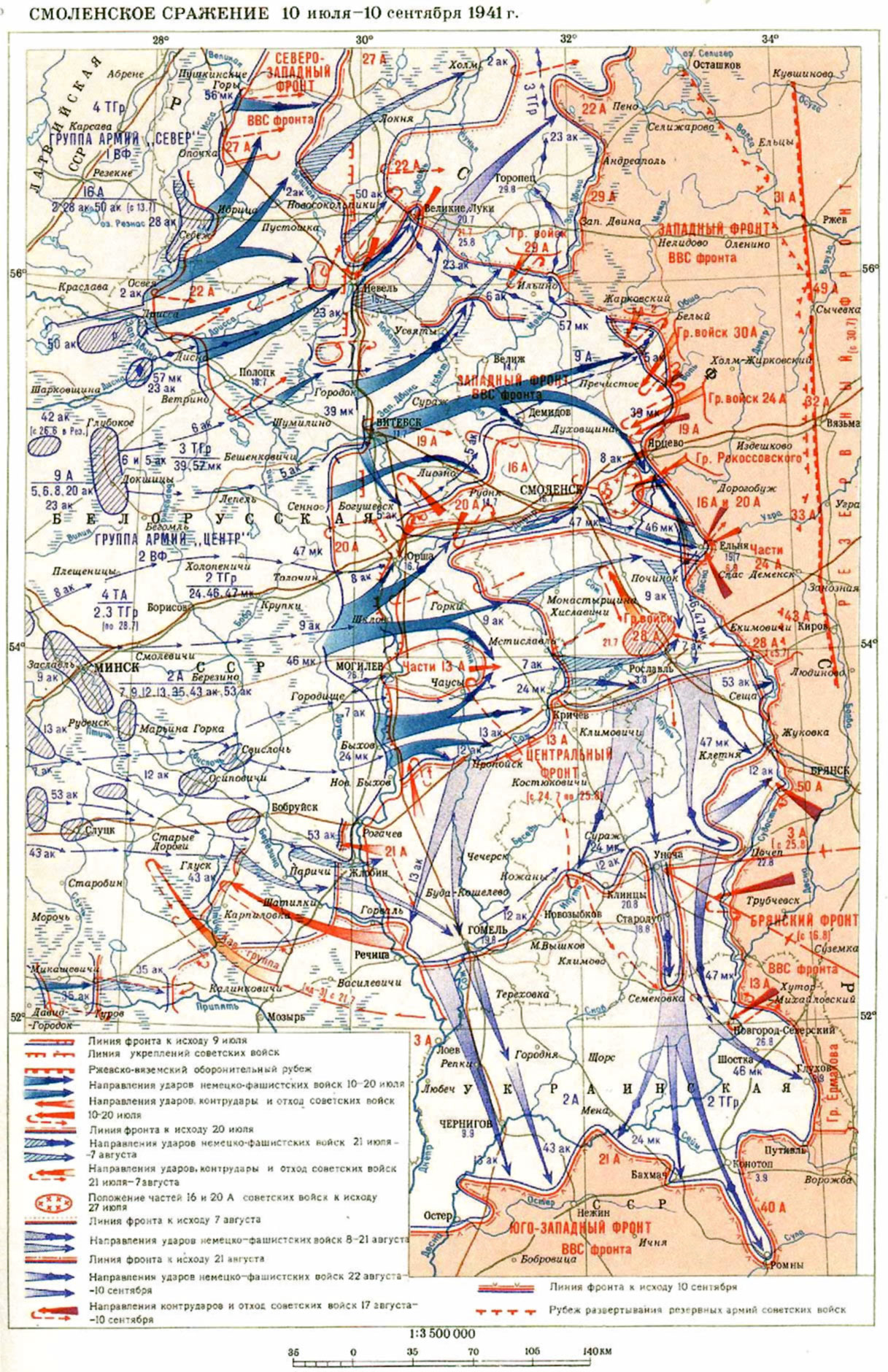
Смоленское сражение.1941 год

Дивизии прибыли на фронт не полностью укомплектованными, танковых частей в армии не было, остро не хватало артиллерии, зенитных орудий и стрелкового оружия.
Армия обороняла участок местности от Краславы до Витебска, который опирался на широкую реку Западная Двина, а также Себежский и Полоцкий укрепленные районы.
3-4 июля 1941 года немецкие войска форсировали Двину у Дисны и захватил плацдарм для развития дальнейшего наступления.
Назначенный в начале июля 1941 года командующим Западным фронтом С. К. Тимошенко пытался разгромить наступавшие немецкие подвижные дивизии, используя силы 5-го и 7-го мехкорпуса. В итоге мехкорпуса были потеряны в малоуспешном контрударе в направлении на Сенно и Лепель. По свидетельствам очевидцев основными причинами неудач были отсутствие времени на получение разведывательной информации, несогласованность действий и удары вражеской авиации. На линии фронта образовалась брешь, в которую устремились немецкие ударные соединения.
К 8 июля 1941 года против 7 советских дивизий 22-й армии на фронте протяженностью более 250 км действовало 13 немецких дивизий (в том числе 1 танковая и 2 моторизованные).

### В составе 22-й армии
8 июля оборона 22-й армии была прорвана и немецкие части вышли к Витебску. Для ликвидации последствий этого прорыва была направлена только прибывшая в состав армии 214-я стрелковая дивизия. Во время выгрузки из эшелонов части дивизии подвергались налетам немецкой авиации и прямо с марша вступали в бой.
Захват Витебска 9-11 июля 1941 года исследователи считают самостоятельной операцией вермахта, последующие боевые действия в районе Витебска 12—16 июля- частью Смоленского сражения. Немецкое командование, окрылённое успехами в начале войны, рассчитывало добраться до Москвы с учётом остановок на отдых за 2-3 недели. Смоленское (с 10 июля по 10 сентября 1941 года) и Великолукское сражение (16 июля- 27 августа 1941 года) позволили выиграть время для создания оборонительных рубежей под Москвой, для подготовки и подтягивания резервов.
Война приняла всенародный характер — с захватчиками сражались как части регулярной Красной Армии: 22-я армия, других соединений, так и бойцы батальона Великолукского ополчения и первых партизанских отрядов.

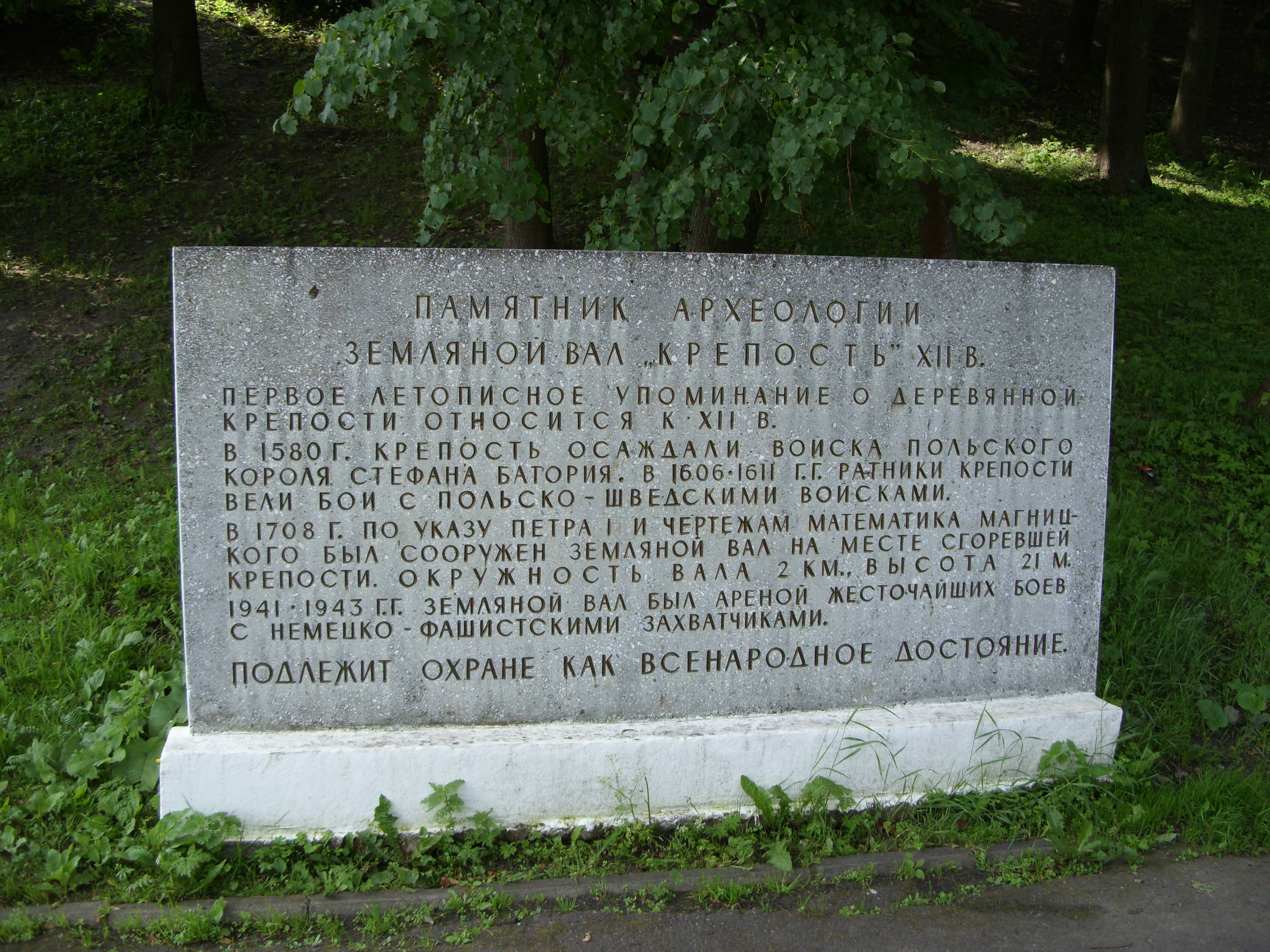
Стела у подножия северо-восточного бастиона Великолукской крепости

Выдвинувшиеся к Городку части 214-й дивизии (51 стрелкового корпуса) 12 июля получили приказ: 22-й армии, прочно удерживая правый фланг и Полоцкий укрепрайон, наступать с фронта ст. Войханы, Городок в направлении Сиротино, Княжица силами 214-й и 186-й стрелковых дивизий при поддержке 56-го и 390-го гаубичных артполков, 102-го противотанкового дивизиона.
11 июля 1941 года у местечка Городок части 214-й дивизии приняли первый бой с частями немецкой 20-й танковой дивизии, пытаясь контрударом с севера воспрепятствовать занятию немецкими войсками Витебска.
В то же время командир дивизии выбыл по ранению, а новый командир, начальник штаба и военный комиссар (которых не было) прибывают в дивизию.

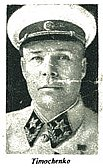
Командующий Западным фронтом в июле- августе 1941 г. С. К. Тимошенко

214-я стрелковая дивизия вела упорные бои у Городка (Псковская область) на протяжении шести дней, после чего была вынуждена отступить в сторону Великих Лук, так как прорвавшиеся на другом участке фронта немецкие части захватили Невель и окружили части 22-й армии южнее Великих Лук, по берегу реки Ловать.
19 июля 19-я танковая дивизия противника ворвалась в Великие Луки, но части 22-й армии отступили всего на несколько километров восточнее города и в ночь на 21 июля совместно с местными ополченцами перешли в контрнаступление.
В итоге 21 июля Великие Луки были вновь освобождены (Великие Луки за годы Великой Отечественной войны были освобождены трижды). Это был первый крупный город, освобожденный Красной Армией летом 1941 года.
214-я стрелковая дивизия сражалась южнее Великих Лук и после освобождения города наступала в направлении Невеля. 22 июля дивизия занимала рубеж Конь, Козулино, Рыжаково по восточному берегу берегу реки Ловать. Вскоре к городу подошли части немецких 253-й и 110-й пехотных дивизий и войскам 22-й армии пришлось отступить к реке Ловать, где оборона до начала августа стабилизировалась.
30 июля 48 тд и 214 сд — отвести на новый основной рубеж Акулино, Коптево, Хачево, выс. 219.6, 230.5, 226.0 (обе высоты 1 1/2 км севернее Тарасы).
С конца июля до 21 августа 214-я стрелковая дивизия успешно обороняла Великие Луки вместе 48-й танковой дивизией, 126-й и 179-й (получившей пополнение 7 тыс. человек с востока страны вместо литовцев, отправленных на восток) стрелковой дивизиями, отражая многочисленные попытки противника завладеть городом.
К 31 июля 214-я стрелковая дивизия уже потеряла почти половину своего личного состава (4804 человек). Мужество и самоотверженность бойцов дивизии было отмечено командованием: 14 солдат и офицеров были удостоены правительственных наград.
Немецкие моторизованные части понесли большие потери в ходе неудачной попытки штурма Великих Лук 17-21 июля 1941 года, а потому были вынуждены взять оперативную паузу для восстановления своей боеспособности. Попытки немцев взять штурмом город силами только пехотных дивизий также провалились (26 июля — 2 августа 1941 года), в чём была немалая заслуга 214-й стрелковой дивизии.
21 августа 1941 года по приказу командующего войсками Западного фронта С. К. Тимошенко (2-19 июля, 30 июля- 12 сентября 1941 года) вместе с другими дивизиями в составе 22-й армии 214-я стрелковая дивизия участвует в наступлении, приведшем на следующий день к окружению немецкими войсками всей 22-й армии.
Основной удар наносился силами 29-го и 62-го стрелковых корпусов. 51-й стрелковый корпус (336-й стрелковый полк, 48-я танковая дивизия, 214-я стрелковая дивизия) должен был активной обороной сковать силы противника.
21 августа часть сил 214-й стрелковой дивизии перешела в наступление в южном направлении с целью выйти на рубеж Рожаково, озеро Купуйское (в 16 км от Великих Лук), озеро Секуй, имея полосу обороны на реке Ловать. К концу дня частям 22-й армии удалось продвинуться на 3-5 км в направлении Поречье — Невель. Однако 22 августа юго-восточнее города противник силами 19-й и 20-й танковых дивизий и 256-й и 102-й пехотных дивизий прорвал фронт 22-й армии и стал обходить её части, оборонявшиеся в Великих Луках.
23 августа командующий армией Ф. А. Ершаков срочно принимает меры по ликвидации прорыва. Контратаки 62-го стрелкового корпуса и 179-й стрелковой дивизии успеха не имели, противник захватил Ушицы, Жигалово, станцию Великополье.
24 августа стало ясно, что части армии окружены, линии снабжения прерваны с 22 августа, снарядов осталось очень мало. Командующий армией генерал-лейтенант Ершаков решает прорываться на восток. В приказе № 18 от 24 августа он разрешает с 16 часов начать отход на оборонительный рубеж Задорожье, Мишово, Плешково, Бегуново, озеро Жижицкое, который требовалось занять 26 августа. Оборона Великих Лук в 1941 году продолжалась 35 дней.
Боевой порядок при прорыве 22-й армии: в первом эшелоне прорыва шли 48-я танковая дивизия и 126-я стрелковая дивизия, во втором — остатки 179-й и 214-й стрелковых дивизий, а за ними части 62-го стрелкового корпуса, последней выходила 170-я стрелковая дивизия, имевшая задачу прикрыть выход частей с тыла. 214-я и 112-я стрелковые дивизии прикрывали отход советских частей из города и занимали оборону на рубеже Петровское, Давыдово.
К 28 августа из личного состава 214-й стрелковой дивизии из окружения вышло 2500 человек, без матчасти.
1 сентября она входит в состав 29-го стрелкового корпуса 22-й армии.
214-я стрелковой дивизии приказано 1 сентября прочно оборонять участок фронта Митрошено, Б. ж. д. (1 км сев.-зап. Ново-Тихвинское), Клюкуново, не допуская прорыва противника в направлении на Андреаполь. Дивизия была доукомплектована остатками 48 танковой дивизии.

### В составе 19-й армии
30 сентября дивизия передается в состав 16-й армии и сосредотачивается в районе Ново — Суетово (Ярцевский район Смоленской области). К исходу 1-го октября дивизия располагалась в районе Крапивка — Карцево — Клемятино (восточнее Ярцево).

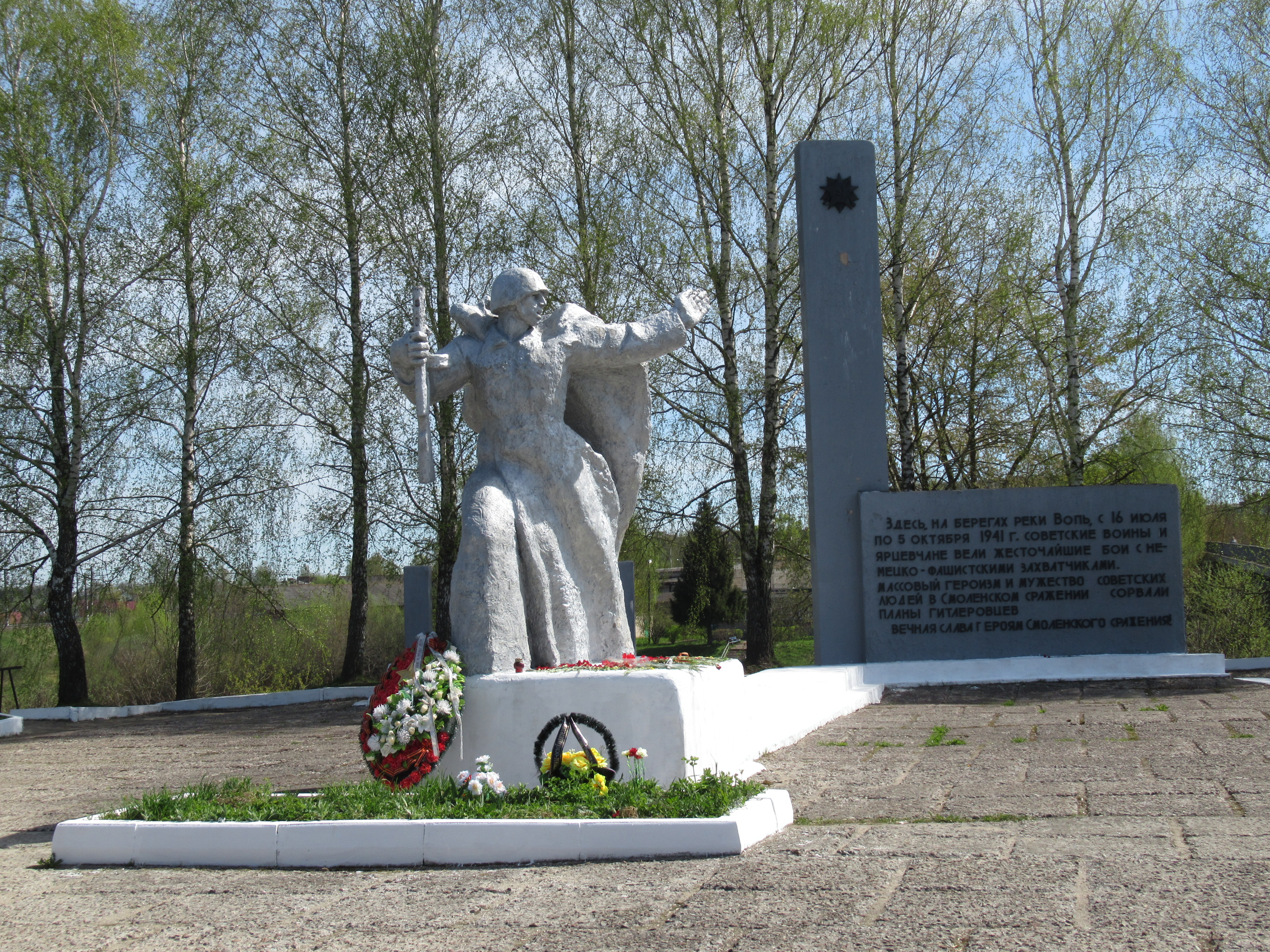
Памятник защитникам г. Ярцево в 1941 году

Памятник погибшим в Дулаге-184 вод Вязьмой

В начале октября 1941 года началось наступление немецких войск на Москву (немецкая операция «Тайфун»). К исходу 3 октября противник глубоко вклинился в оборону 19-й армии на её правом фланге. 214-я стрелковая дивизия была передана в состав 19-й армии и начала передвижение к станции Вадино и 4 октября в 14:30 с рубежа Понтюхи, Замохово перешла в наступление в северо-западном направлении.
5 октября дивизия вела бой на рубеже Новое Александровское, Новосёлки, к утру 6 октября имела задачу сосредоточиться в районе Моисеево, Клемятино. В течение 6 октября части 19-й и 20-й армий, в ночь с 5 октября на 6 октября оторвавшись от противника, отходили на рубеж Булашева, восточный берег реки Днепр, Яковлево, Дорогобуж, Ведерники. 7 октября враг замкнул кольцо окружения вокруг войск фронта. Отступив на вторую линию обороны, окружённая 19-я армия стала готовиться к прорыву на восток. 214 стрелковая дивизия занимала фронт к северу от Издешково.
10-12 октября 1941 года в районе села Богородицкое 214-я стрелковая дивизия была уничтожена немецкими войсками в ходе попыток прорыва из кольца окружения под Вязьмой (Вяземский котел).
Части 19-й армии в ночь на 10 октября 1941 года прорывались из окружения группами. Первая группа- 134-я, 89-я сд и 45- кд по маршруту Ломакино, Нарыщево (Вяземского района), Леонтьево, Новое Село, станция Мещерское (ст. Мещерская Вяземского района). Вторая группа — 166-я, 244-я, 91-я сд и 127-я танковая бригада — параллельными маршрутами. 214-я стрелковая дивизия передана в состав группы Болдина. Группа Болдина должна была выходить из окружения тремя группами, весь день 10 октября вела бой в районе с. Богородицкое.
214-я стрелковая дивизия с одним мотострелковым полком 101-й мотострелковой дивизии составляла первый эшелон группы. Они сбили заслоны противника юго-западнее Богородицкого и прорвались в лес севернее Богородицкого на 1 км. Против них из района Ивановки и леса северо-восточнее Богородицкого, были брошены миномёты, 50 танков, большие группы автоматчиков, первый эшелон оперативной группы (214 сд и полк 101-й мотострелковой дивизии) оказался в окружении. Связь с 214-й стрелковой дивизией и мотострелковым полком 101-й мотострелковой дивизии прервалась. Части группы Болдина в 16:00 11 октября совместными усилиями с частями 19-й армии с боем устремились к выходу из окружения.
Частям 214-й стрелковой дивизии организованно пробиться из окружения под Вязьмой не удалось. Смогли выбраться из котла лишь мелкие группы и отдельные бойцы дивизии. По некоторым данным из окружения под Вязьмой вышло около 35 (85) тыс. человек, 527 тыс. (по немецким данным 688 тыс.) человек попало в плен. Было потеряно более 1200 танков. Какими бы ни были причины поражения Красной Армии под Вязьмой, своим упорным сопротивлением превосходившим силам противника погибшие и оставшиеся в строю дивизии внесли свой вклад в защиту Москвы в 1941 году, в дело Победы над фашистской Германией.
27 декабря 1941 года 214-я стрелковая дивизия официально была исключена из боевого состава Красной Армии как погибшая в бою.
9 января 1942 года в городе Уфе 433-я стрелковая дивизия была переименована в 214-ю стрелковую дивизию с соответствующей схемой нумерации полков и подразделений. Возможно, это было связано с тем, что бойцы 214-й сд 1-го формирования воевали в 22-й армии бок о бок с уральскими дивизиями в самые тяжёлые первые месяцы войны. 214-я стрелковая дивизия (2-го формирования) Краснознамённая Кременчугская Александрийская орденов Суворова, Богдана Хмельницкого дивизия продолжила героическую историю ворошиловградской 214-й стрелковой дивизии 1-го формирования, участвовала в Сталинградской битве, освобождении Украины, Польши, во взятии Берлина.
Формированием 214-й стрелковой дивизии (2-го ф.) в составе Южно-Уральского военного округа занимался бывший командир 186-й стрелковой дивизии генерал-майор Николай Иванович Бирюков.

## Командование
Командиры
- генерал-майор Буцко, Марк Михайлович (22.3.1941 — июль, 1941), выбыл по ранению.
- генерал-майор Розанов, Анатолий Николаевич (??.??.1941 - 29.08.1941).
- полковник Бунин, Василий Дмитриевич (09.09.1941 - октябрь, 1941)

Начальники штаба
- Воропаев Петр Андреевич (с марта по июль 1941 года). Род. 17.10.1901 г., Томская губ., Маринский уезд, Троицкая вол., д. Ломачевка. В РККА с 1920 г. Окончил Военную академию имени Фрунзе. 30.07.41 - начальник штаба 170 сд. Пропал без вести в октябре 1941 года.

Военный прокурор дивизии
- Военюрист 3 ранга Дрокин Василий Григорьевич

## Состав
776 стрелковый полк (нумерация полков в  214-й сд 2-го формирования сохранилась) (командир-полковник Сиваков Иван Прокофьевич, Герой Советского Союза (1944))
780 стрелковый полк(подполковник Калачев Василий Александрович)
788 стрелковый полк ( командир- Трефилов Федор Михайлович( 02.06.1900- 03.06.1943). Место рождения: Удмуртская АССР, Ярский р-н, д. Усть-Лекма.
683 артиллерийский полк (генерал-майор Старостин Константин Иванович)
709 гаубичный артиллерийский полк (только в 214 сд 1-го ф.) ( майор Хуторцев Илларион Игнатьевич
1901 г.р. Место рождения: Белорусская ССР, Могилевская обл., Мстиславский р-н, д. Людогощь.В РККА с 1920 года. Пропал без вести в августе 1941 года.)
20 отдельный истребительно-противотанковый дивизион
128 отдельный зенитный артиллерийский дивизион
302 разведывательный батальон
403 сапёрный батальон
603 отдельный батальон связи
364 медико- санитарный батальон 
703 автотранспортный батальон
492 полевой автохлебзавод  (в 214 сд  2-го ф.новый номер)
911 дивизионный ветеринарный лазарет
655 полевая почтовая станция (в 214 2- ф. новый номер)
630 полевая касса Госбанка ( в 214 сд 2 ф. новый номер)